# Hospital de Nuestra Señora del Cabello
El Hospital de Nuestra Señora del Cabello fue un hospital de Vitoria a finales de la Edad Media y en la Edad Moderna. Algunas partes del muro aparecieron a principios de 2022 resultado de una excavación.

## Historia
En el año 1419 , Fernan II Pérez de Ayala y su esposa, María de Sarmiento y Castilla, solicitaron al Ayuntamiento de Vitoria permiso para construirlo, extramuros, junto al Convento de San Francisco. Parece que ya estaba en funcionamiento en 1428, ya que existen documentos que indican que se recogían donaciones. Se documenta cómo las obras ya estaban en marcha en el año 1420. Según recogió Fray Juan de Vitoria, la hermana de María Sarmiento oyó llorar a un niño al que llevó a una habitación para darle de comer, pero cuando volvió el niño no estaba y pensó que esto era un mensaje de Dios para construir un hospital. A la muerte de Fernán y María (1436 y 1438), el hospital pasó a llamarse "Hospital de la Plaza" por estar situado junto a la plaza. Sin embargo, este edificio se construyó encima de otro, construido en 1130 para atender a los peregrinos del Camino de Santiago. En él trabajó el conocido médico Fernán López de Escoriaza (1480-1541), contratado por el Ayuntamiento.
En 1507 hubo un incendio y fue reconstruido. Sin embargo, las obras se paralizaron por falta de dinero, y el nuevo edificio no se inauguró hasta 1556. Durante estos cincuenta años, el Hospital de la Barrera se utilizó temporalmente. En 1536 el papa Pablo III lo nombró miembro del Hospital de Santiago de Roma y pasó a tener ese nombre. Cuando se renovó, tenía 3 habitaciones: en una 12 camas para pobres, otras dos para enfermería, cocina y dos viviendas, para sombrerería y hospital.
Sin poder hacer frente al crecimiento demográfico del siglo XVIII, se decidió construir otro hospital, donde se ubica el actual Hospital de Santiago.